# Fernando Zavala

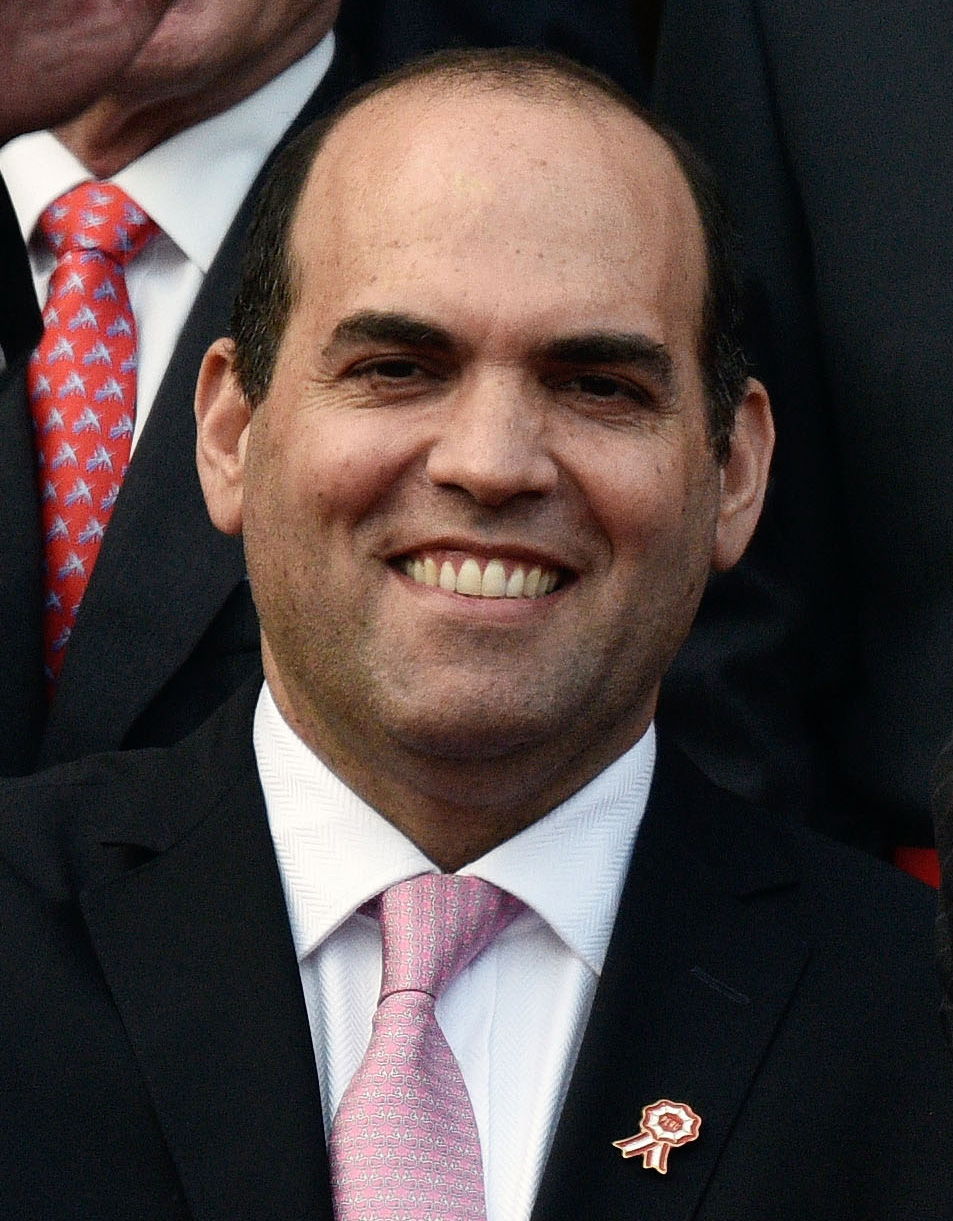
Fernando Zavala

Fernando Zavala Lombardi  (* 16. Februar 1971 in Tacna) ist ein peruanischer Politiker. Er war zwischen Juli 2016 und September 2017 Premierminister des Landes.

## Leben
Zavala, ein Neffe des Filmregisseurs Francisco José Lombardi, studierte Wirtschaftswissenschaften in Lima an der Universidad del Pacífico (Jesuiten) und an der Universidad de Piura (Opus Dei). Er von 2013 bis 2016 war Präsident des Brauereiunternehmens Backus and Johnston Brewery. Von 1995 bis 2000 war er Leiter von Perus National Institute for the Defense of Competition and Protection of Intellectual Property (INDECOPI). Vom 16. August 2005 bis 27. Juli 2006 war er als Nachfolger von Pedro Pablo Kuczynski Wirtschafts- und Finanzminister in Peru. Als Nachfolger von Pedro Cateriano wurde Zavala im Juli 2016 Premierminister von Peru. Zavala sitzt als Mitglied im Aufsichtsrat von peruanischen Konzernen wie Interbank, Alicorp, inmobiliaria IDE, Cerveceria San Juan, Banco Falabella und Enersur.
Im September 2017 verlor er eine von ihm initiierte Vertrauensfrage im peruanischen Parlament. Am 15. September 2017 musste Zavala daher gemäß peruanischer Verfassung sein Amt als Premierminister niederlegen. Seit April 2019 ist er Vorstandsvorsitzender der Interbank.